# 臼杵氏

豊後国の位置。

臼杵氏（うすきし、うすきうじ）は、日本の氏族の一つ。大神氏の一族で、大神惟盛が豊後国臼杵荘に入り、地名を取って臼杵氏と称した。戸次氏・佐伯氏・緒方氏などの庶家が出た。

## 歴史
鎌倉時代に臼杵惟直（直氏）には男子が無く、すでに近隣の有力豪族であった大友氏の一族になっていたかつての庶家・戸次氏から、戸次貞直の子の直時を婿養子に迎えた。これにより臼杵氏の嫡流も大神姓から大友系へと変わり、大友氏に従属する立場となった。
戦国時代の当主・臼杵長景は臼杵庄水ヶ谷城主で、大友義鑑の加判衆を務めるなど、大友氏の重臣として活動した。その死後、家督を継いだのは長男の臼杵鑑続で、20年の長きに渡って加判衆を務め、幕府や朝廷との交渉等、大友氏の外交を担った。鑑続には男子がいたが幼少のため、弟の臼杵鑑速が跡を継いで、加判衆を務めた。鑑速は大友義鎮（宗麟）の重臣として活動し、吉岡長増・吉弘鑑理らと「豊後三老」と称された。この頃は外交だけではなく、筑前国や豊前国に侵攻してきた毛利氏への対応や、明や李氏朝鮮との対外貿易にも携わった。
1574年（天正2年）の書状から見えるように、この頃から鑑速の嫡男・臼杵統景が父の名代としての活動を開始して将来を嘱望された。しかし1578年（天正6年）の耳川の戦いに出陣した統景は島津軍に敗れて討死した。統景の討死により、その従兄弟の臼杵鎮尚が家督を継いだ。鎮尚は侵攻する島津氏に抵抗して臼杵城の攻防戦にも参加している。また同じく統景・鎮尚の従兄弟の臼杵鎮定は、宗麟死後大友義統に仕えて、文禄・慶長の役にも出陣したが、義統がこの戦役の最中に改易されると、大友氏を退出して上洛。その後、行方不明となり、戦国武将としての臼杵氏は完全に滅亡した。

## 系譜
＊義直以降の系図は臼杵長景#家系を参照のこと。